# Capella Sinfonica di Stato della Russia
La Capella Sinfonica di Stato della Russia (Государственная академическая симфоническая капелла России) comprende un'orchestra e un coro, entrambi con sede a Mosca, in Russia. Il suo direttore principale è Valery Polyansky. È stata costituita nel 1991 fondendo l'ex Orchestra Sinfonica del Ministero della Cultura dell'URSS (Симфонического оркестра Министерства культуры СССР) con il Coro da Camera di Stato dell'URSS (Госуе A volte è conosciuta come l'Orchestra Sinfonica di Stato della Russia.

## Direttori principali
- Valeri Polyansky (1992–present)
- Gennady Rozhdestvensky (1981–1992)
- Maxim Shostakovich (1971–1981)
- Yuri Ahronovich (1964–1971)
- Samuil Samosud (1957–1964)